# Acsalag

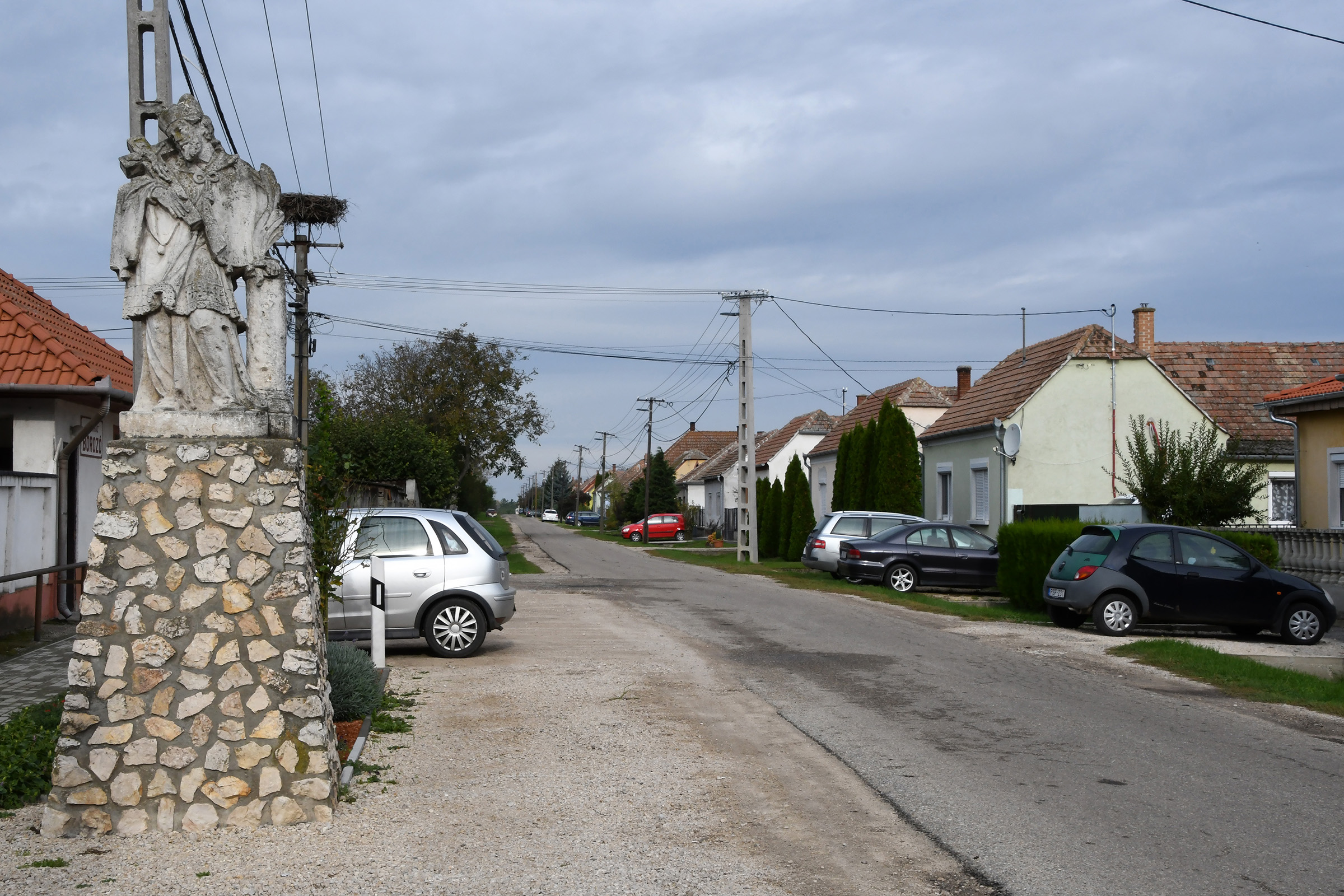

Acsalag är ett mindre samhälle i provinsen Győr-Moson-Sopron i Ungern. År 2019 hade Acsalag 484 invånare.